# Бернс-Гарбор (Індіана)
Бернс-Гарбор (англ. Burns Harbor) — місто (англ. town) в США, в окрузі Портер штату Індіана. Населення — 2055 осіб (2020).

## Географія
Бернс-Гарбор розташований за координатами 41°37′13″ пн. ш. 87°7′27″ зх. д. / 41.62028° пн. ш. 87.12417° зх. д. (41.620264, -87.124090).  За даними Бюро перепису населення США в 2010 році місто мало площу 17,57 км², з яких 17,26 км² — суходіл та 0,31 км² — водойми.

## Демографія
Згідно з переписом 2010 року, у місті мешкало 1156 осіб у 456 домогосподарствах у складі 305 родин. Густота населення становила 66 осіб/км².  Було 495 помешкань (28/км²).
Расовий склад населення:
| - 95,4 % — білих - 1,8 % — чорних або афроамериканців - 0,3 % — корінних американців - 0,3 % — азіатів - 1,1 % — осіб інших рас |

До двох чи більше рас належало 1,1 %. Частка іспаномовних становила 5,8 % від усіх жителів.
За віковим діапазоном населення розподілялося таким чином: 26,2 % — особи молодші 18 років, 63,2 % — особи у віці 18—64 років, 10,6 % — особи у віці 65 років та старші. Медіана віку мешканця становила 34,6 року. На 100 осіб жіночої статі у місті припадало 103,2 чоловіків;  на 100 жінок у віці від 18 років та старших — 105,0 чоловіків також старших 18 років.
Середній дохід на одне домашнє господарство  становив 73 038 доларів США (медіана — 70 750), а середній дохід на одну сім'ю — 79 449 доларів (медіана — 72 768). Медіана доходів становила 62 344 долари для чоловіків та 37 500 доларів для жінок. За межею бідності перебувало 10,8 % осіб, у тому числі 15,6 % дітей у віці до 18 років та 9,6 % осіб у віці 65 років та старших.
Цивільне працевлаштоване населення становило 691 осіб. Основні галузі зайнятості: виробництво — 22,3 %, освіта, охорона здоров'я та соціальна допомога — 17,4 %, роздрібна торгівля — 13,9 %.